# Katarina Karlsdotter
Katarina Karlsdotter (* um 1418; † 7. September 1450 in Stockholm) war als zweite Gemahlin König Karls VIII. von 1448 bis 1450 Königin von Schweden und von 1449 bis 1450 auch Königin von Norwegen.

## Leben
Angaben zum Leben der Katarina Karlsdotter finden sich vor allem in der Karlschronik. Katarina war eine Tochter des Reichsrats und Ritters Karl Ormsson (Gumsehuvud) und der Märta Gregersdotter. Am 5. Oktober 1438 heiratete sie in Stockholm Karl Knutsson (der später als Karl VIII. schwedischer König wurde). Ihre in Anwesenheit zahlreicher Prälaten und Adligen abgehaltene prächtige Hochzeit wird in der Karlschronik ausführlich beschrieben. Sie soll zwölf Tage gedauert haben, wobei Wein und Met ausgeschenkt und Turniere veranstaltet worden seien. Noch im Oktober 1438 wurde Karl Knutsson zum schwedischen Reichsverweser gewählt. Dieses Amt hatte er bis 1440 inne. Im Herbst 1441 wurde Christoph III. neuer schwedischer König; und bald danach, kurz bevor Katarina mit ihrem Gemahl nach Finnland abreiste, soll der König Taufpate ihrer neugeborenen Tochter geworden sein.
1448 bestieg Katarinas Ehemann als Karl VIII. den schwedischen Thron. Die Krönung Katarinas zur Königin von Schweden fand am 2. Juli 1448 im Dom zu Uppsala statt. An der Seite ihres Gatten wurde sie 1449 auch Königin von Norwegen. Zu ihren Aktivitäten als Herrscherin liegen wenige Informationen vor. Immerhin ist bezeugt, dass sie im Januar 1450 das Kloster Vadstena besuchte. Laut der Karlschronik war die Königin eine Schönheit, und ihre Ehe mit Karl VIII. verlief offenbar sehr harmonisch. Sie starb am 7. September 1450 in Stockholm an der Pest und wurde am 17. Januar 1451 im Kloster Vadstena beigesetzt.

## Nachkommen
Aus der Ehe von Katarina und Karl Knutsson gingen vier Söhne und fünf Töchter hervor. Während fünf Kinder früh verstarben, wurde Katarina von vier ihrer Töchter überlebt:
- Margareta (* 1442; † 1462)
- Magdalena (* 1445; † August 1495), heiratete 1466 den Adligen Ivar Axelsson Tott
- Richeza (* um 1445), Nonne im Kloster Vadstena
- Brigitta (* 1446; † 1469), Nonne im Kloster Vadstena